# Аморфофаллус ангольский
Аморфофа́ллус анго́льский (лат. Amorphophallus angolensis) — клубневое травянистое растение, вид рода Аморфофаллус (Amorphophallus) семейства Ароидные (Araceae).

## Ботаническое описание
Клубень плоско-шаровидный, 5—30 см в диаметре, 2—10 см высотой, формирующий ежегодно новые многочисленные, мелкие и удлинённые побеги.

### Листья
Листья 0,5—2(3) м высотой. Черешки 40—120 см длиной, зелёные, с эллиптическими фиолетовыми, от сероватых до чёрных пятнами, иногда накладывающимися друг на друга, иногда с металлическим отливом, гладкий или продольно-мелкоребристый.
Листовая пластинка 30—100 см в диаметре, центральная жилка крылатая только после первого ветвления. Конечные листочки от широко-удлинённо-овальных до немного овальных, 9—20 см длиной, 3—7 см шириной, зострённые, с остроиём 1—1,5 см длиной, сверху тёмно-зелёные, снизу светло-зелёные и глянцевые, края гладкие.
Катафиллы в числе трёх, от удлинённых до очень широко-овальных. Внутренний 20—35 см длиной, 3—5 см шириной, от зеленоватого до беловато-зелёного, густо покрыт пятнами от тёмно-зелёных до красновато-зелёных.

### Соцветие и цветки
Соцветие 0,5—2(2,5) м высотой, обычно появляется вместе с листом или без него, с за́пахом тухлого мяса. Цветоножка (0,4)1—1,5(2) м длиной, 1—7 см в диаметре, однотонная или покрыта пятнами от красновато-коричневых до фиолетовых, от зелёной до тёмно-зелёной.
Покрывало 17—60 см длиной, разделённое на скрученную трубку от формы вазы до асимметричной, широкоовальной и треугольную открытую пластинку. Трубка 5—25 см длиной, 5—10 см в диаметре, снаружи бледно-зелёная, к вершине покрыта тёмно-зелёными, фиолетовыми пятнами, с более тёмными жилками; внутри покрыта от бледно-розовых до фиолетово-красных, похожим на волоски наростами (1—3 мм длиной) до высоты трубки 4—8 см, далее заметно короче, далее гладкая и светло зелёная. Пластинка 12—35 см длиной, широко-треугольная, резко расширенная с одной стороны, вертикальная, снаружи и внутри у основания зеленовато-фиолетовая, к краям становящаяся тёмно-фиолетово-красной, длиннее трубки, края тёмно-фиолетовые, немного волнистые и загнутые.
Початок сидячий, изредка на ножке до 5 мм длиной, расположенный под углом к оси соцветия, 30—100 см длиной, обычно в два раза длиннее покрывала, с перетяжками на границах между различными цветочными зонами.
Женская зона цилиндрическая, 2,2—4(8) см длиной, 1—2,5(4) см в диаметре, цветки скученные. Мужская зона от широко-эллиптической до обратно-конической, 2—4 см длиной, 1—5 см в диаметре. Придаток от узко-конического до слегка булавовидного, 20—90 см длиной, 2—7 см в диаметре, от фиолетово-красного до красно-коричневого, с узкими, незаметными продольными каналами и бороздками, придающим ему бархатистый вид. Мужские репродуктивные и стерильные цветки иногда захватывают несколько сантиметров длины придатка, стаминодии (в виде тычинок) представлены только в основании придатка. Соотношение длины женской зоны к длине мужской 1:(2,2—2).
Женские цветки 2,5—5 мм длиной; завязь от шаровидной до удлинённо-яйцевидной, 1,5 мм длиной, 1—1,5 мм шириной, от одно- до трёхгнёздной; основание семяпочки зелёное; столбик 0,5—2 мм длиной, 0,4—0,8 мм в диаметре, постепенно появляется из завязи; рыльце от сидячего до полусидячего и сидящего на столбике, 1—2 мм длиной, 1—1,5 мм шириной, фиолетовое, шаровидно выгнутое сбоку, широкоовальное сверху, однолопастное, плоскошаровидное или формы капюшона или двух-, трёхлопастное, лопасти от шаровидных до широкоэллиптических.
Мужские цветки 1 мм длиной, 1,5 мм шириной; пыльники оранжевые, кубические, свободные; нити свободные, незаметные или до 0,5 мм длиной; поры верхушечные, широко-удлинённо-эллиптические; связник утолщённый, канальный. Пыльца оранжевая, гладкая, 61,2—67,1 мкм длиной, 57—64,2 мкм в диаметре.

### Плоды
Соплодие удлинённое, прямое, цилиндрическое, 10—14 см длиной, 2—4 см в диаметре. Ягоды одно-двухсемянные, красно-оранжевые, 0,6—1,2 см длиной, 0,8—1 см в диаметре.

## Распространение
Встречается в тропической Африке: Кабо-Верде, Габон, Заир, Судан, Ангола.

## Классификация

### Подвиды
В пределах виды выделяются два подвида:
- Amorphophallus angolensis subsp. angolensis — от Заира до Анголы
- Amorphophallus angolensis subsp. maculatus (N.E.Br.) Ittenb. ex Govaerts & Frodin — от Западной и Центральной тропической Африки до Южного Судана